# دوست‌آلان
دوستالان، روستایی است از توابع دهستان ترگور و بخش سیلوانه و در شهرستان ارومیه استان آذربایجان غربی ایران،  واقع شده‌است.

## جمعیت
این روستا در دهستان ترگور قرار داشته و بر اساس سرشماری سال ۱۳۸۵ جمعیت آن ۱۲۲ نفر (۲۳ خانوار)
بوده‌است.